# Orlando Pelayo
Orlando Pelayo Entrialgo (Gijón; 14 de diciembre de 1920 - Oviedo; 15 de marzo de 1990) fue un pintor y grabador español.

## Biografía
Sus padres, Vicente Pelayo González y Honoria Sofía Entrialgo Morís, eran maestros, razón por la cual su residencia fue cambiando según lo hacía el destino de sus padres. Durante su infancia la familia se trasladó a Monesterio (Badajoz, Extremadura) y después a Villarrobledo (Albacete), lugares en los que transcurrió su niñez y adolescencia.  Durante la guerra de 1936 combatió con los republicanos extremeños y en Badajoz comenzó a pintar.
En 1939, al finalizar la guerra, se vio obligado a exiliarse con su padre en Argelia, donde residió en Orán (hasta 1947), y será encarcelado hasta 1941, permaneciendo en un campo de refugiados. Durante su residencia en Orán trabó amistad con Albert Camus. Fue además en Orán donde realizó su primera exposición. También en Orán moriría su padre, víctima de la tuberculosis y el trabajo extenuante. Durante su exilio en Orán trabajó como profesor de español y además decoró cerámicas.
Fue precisamente en Orán donde comenzó sus primeros trabajos. En 1947 se traslada a París donde poco a poco se va integrando en la vida artística de la ciudad, al igual que hicieran otros pintores españoles pertenecientes a la escuela de París. Así, en 1951, ilustra un libro del poeta Jean Rousselot, “Les mohines d'existence”; mientras que en 1952 es nombrado Socio del Salón de Otoño de París.
Entre los años 1959 y 1962 apareció la serie «Cartografías de la ausencia», que suponen un repaso lleno de nostalgia de las tierras españolas en las que vivió. Desde 1962, el pintor dio un giro a su producción con nuevas series centradas sobre todo en la historia y la cultura clásica española, en cuadros informados de fantasmales figuras como se puede ver en "La Celestina".
Su regreso desde el exilio fue en 1967. En su obra artística la guerra y el exilio ocuparon un lugar capital, dejando testimonio del sufrimiento humano.
En 1970, ilustra el libro  “Once sonetos de Quevedo”, que se editará al año siguiente, en Suiza.
La época final, es la que se abre en 1972, de la que es una pieza destacada Alegorías, mantuvo las reflexiones sobre el pasado a través de muchos otros seres alucinados e inquietantes que aparecen en espacios atravesados por característicos segmentos.
Orlando Pelayo fue también un dibujante prolífico, al igual que un ocasional pero interesante escultor. Residía en París, pero pasaba largas temporadas veraniegas en su Gijón natal.

## Exposiciones, colecciones y títulos
A lo largo de su carrera artística participó en una buena relación de exposiciones individuales (Orán ( Galería Colline 1942, 1945, 1947, 1950, 1953), Argel, París, Suecia, Tokio, Múnich, Madrid (Galería Biosca, 1969), Gijón, Oviedo, Sevilla...) y colectivas (Helsinki, Orán, Londres, París, Nueva York, Berlín, Ámsterdam, México, Florencia, Bruselas, Praga...). Asimismo sus cuadros están presentes en importantes colecciones a lo largo de todo el mundo y en muchos museos (Nacional d'Art Moderne de París, el de Pintura Contemporánea y el museo Estrada de Barcelona, los de Poitiers (exposición antológica en 1955), Toulouse, Pau, Amiens, St. Etienne, Orán, Argel, Neuchatel...). Así como en el Museo de Bellas Artes de Asturias, al que donó dos de las obras expuestas en la muestra de 1980 (“El detector de verdades”<-no metales y “Alegoría”), con el título «Cuarenta años de pintura. 1939-1979». Una década después, el 27 de junio de 1989, el pintor hacía una gran donación que comprendía 27 óleos, seis esculturas y sus series de grabados sobre La vida de Lazarillo de Tormes, las Coplas por la muerte de su padre, de Jorge Manrique, y la Fábula de Polifemo y Galatea, de Luis de Góngora. Más tarde, en enero de 1990, completaría esta donación con otras 22 acuarelas.
Trató hacer otra donación a la pinacoteca de Gijón, pero al verse truncada, la donación fue realizada a Albacete, lugar en el que pasó parte de su infancia y juventud, y en la que se le nombró hijo adoptivo. Además, las instituciones culturales de la ciudad manchega llevaron a cabo, tras su muerte,  una exposición antológica de su obra que acabó exhibida en París, en el Couvent des Cordeliers (1992), y más tarde también a Asturias, donde se le dedicaron dos exposiciones homenaje, en 1998, en el Centro de Cultura Antiguo Instituto, y en 2005, en el Bellas Artes.
También en la ciudad de Oviedo cuentan con una escultura urbana obra del autor, la llamada “Menina”, que fue donada a la ciudad en el año 2005 por el Grupo GONCESCO, empresa asturiana dedicada al sector inmobiliario y de la construcción.
El currículum de Orlando Pelayo cuenta con numerosos reconocimientos, entre ellos el Premio Jeckel (1953) de la Bienal de Menton (Francia), el Premio Portica (1964) en París, y el Gran Premio Othon Friesz (1955), de pintura. Asimismo, fue objeto de varios nombramientos, como el de Oficial de la Orden de las Artes y las Letras por el Estado francés, en 1984, y el de hijo Predilecto por el Concejo de Gijón, a título póstumo, en 1992. En 1985 el Instituto de Estudios Albacetenses le concedió la Medalla de Plata, la misma distinción que recibiría en 1989 por parte del Gobierno del Principado de Asturias. El Ministerio de Educación y Ciencia aprobó en 1989 el cambio de denominación del Colegio Público de Alcalá del Júcar, el pueblo natal de su padre, que pasó a llamarse "Orlando Pelayo". En 2016, el Ayuntamiento de Monesterio, localidad donde pasó su infancia y donde nacieron tres de sus hermanos, rindió homenaje a título póstumo a Orlando Pelayo en forma de reconocimiento por su trayectoria artística.
Parte de la obra artística de Orlando Pelayo puede contemplarse en muchos museos de arte de diversos países como: Museo de Arte Moderno de la Villa de París, de Georges Pompidou, de Amiens, de Grenoble, de Saint-Étienne, de Toulouse, de Lille, de Brest, de Dunkerque, de Vénissieux; Museos de Bellas Artes de Argel y de Orán, en el de Yakarta, en el de Ein Harod (Israel), en el de Neuchâtel (Suiza), en el de Luxemburgo, en el de Malmoe (Suecia), en el de Kyoto, en el de Cuauhtémoc (Méjico) y en las colecciones del Centro Reina Sofía (Madrid), Museo de Arte Moderno de Bilbao, Museo de Bellas Artes de Asturias, Museo de Albacete, Museo Jovellanos de Gijón, etc.